# N642 (België)
De N642 is een gewestweg in de Belgische provincie Luik. De weg verbindt de N3 in Luik met de N608 ten noordoosten van Aubel. De route heeft een lengte van ongeveer 27 kilometer.

## Plaatsen langs de N642
- Luik
- Trou Louette
- Bressoux
- Jupille-sur-Meuse
- Xhavée
- Barchon
- Blegny
- Mortier
- Julémont
- Aubel

## N604a
De N604a was vroeger een zelfstandige wegdeel dat tegenwoordig opgenomen is in de N642. De N604a had een lengte van 400 meter.